# Bruce Frederick Cummings
Bruce Frederick Cummings, noto anche con lo pseudonimo di W. N. P. Barbellion (Wilhelm Nero Pilate Barbellion) (Barnstaple, 7 settembre 1889 – Gerrards Cross, 22 ottobre 1919), è stato un biologo e scrittore inglese.

## Biografia

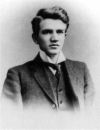
Bruce Frederick Cummings

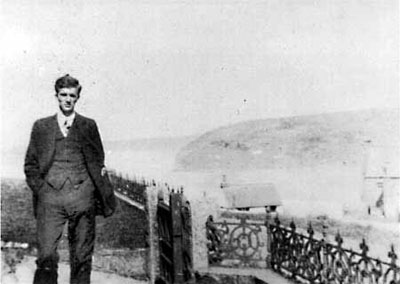
Bruce Frederick Cummings

Bruce Frederick Cummings nacque a Barnstaple, il 7 settembre 1889, e sin da giovane ebbe la passione per il mondo della natura e della scienza.
Il suo pseudonimo W. N. P. Barbellion (Wilhelm Nero Pilate Barbellion) derivò da un omaggio a tre delle figure più oscure della storia (Wilhelm, Nero, Pilato) e al nome della sua panetteria preferita di Londra.
Malato fin da giovane, Cummings è stato diagnosticato con la sclerosi multipla quando aveva ventisei anni.
Tra le sue opere più apprezzate e popolari si può menzionare il diario intitolato Diario di un deluso (The Journal of a Disappointed Man, 1919), estratti dai diari che aveva conservato tra il 1903 e il 1917, che si caratterizzò per il sottile e tormentato psicologismo, per una manifestazione toccante del senso del fallimento e delle insoddisfazioni di un uomo sensibile ma oggettivo, oltre che per la descrizione vivida del suo amore per la musica e per la zoologia.
L'introduzione al libro venne eseguita da H. G. Wells.
Tra le osservazioni più accattivanti di Cummings, nel suo Diario di un deluso, ci sono i suoi pensieri sulla morte: «Per me, l'onore è sufficiente per appartenere all'universo: un universo così grande e uno schema di cose così grandioso. Nemmeno la morte può privarmi di quell'onore. Perché nulla può alterare il fatto che io abbia vissuto; Sono stato io, se mai per così poco tempo. E quando sarò morto, la materia che compone il mio corpo è indistruttibile - ed eterna, così che accada ciò che può alla mia "anima", la mia polvere andrà sempre avanti, ogni atomo separato di me che interpreta la sua parte separata - Io farò ancora avere una sorta di dito nella torta. Quando sarò morto, puoi bollirmi, bruciarmi, annegarmi, disperdermi ... ma non puoi distruggermi: i miei piccoli atomi non farebbero altro che deridere una vendetta così pesante. La morte non può fare altro che ucciderti».
Diario di un deluso, fu considerato il ritratto di un uomo sensibile e capace di acutezza e di spirito critico, amante della vita, ma che incontrò difficoltà di vario tipo e che ebbe grandi problemi di salute.
L'opera, considerata quella di un grande diarista, si caratterizzò per uno stile vigoroso e vivido, per una descrizione della vita sia drammatica sia umoristica, e sempre guidata dall'oggettività dello scienziato.
L'autore definì il Diario di un deluso un «autoritratto d'un uomo nudo».
Uscirono postumi invece i libri Godendo la vita e altri residui letterari (Enjoying Life, and Other Literary Remains, 1919) e Diario ultimo (A Last Diary, 1920).
Come biologo Cummings collaborò per molti anni con il Museo di storia naturale di Londra, scrivendo e dando alle stampe memorie scientifiche di grande importanza.

## Opere
- Diario di un deluso (The Journal of a Disappointed Man, 1919);
- Godendo la vita e altri residui letterari (Enjoying Life, and Other Literary Remains, 1919);
- Diario ultimo (A Last Diary, 1920).